# Цифровой вычислительный синтезатор

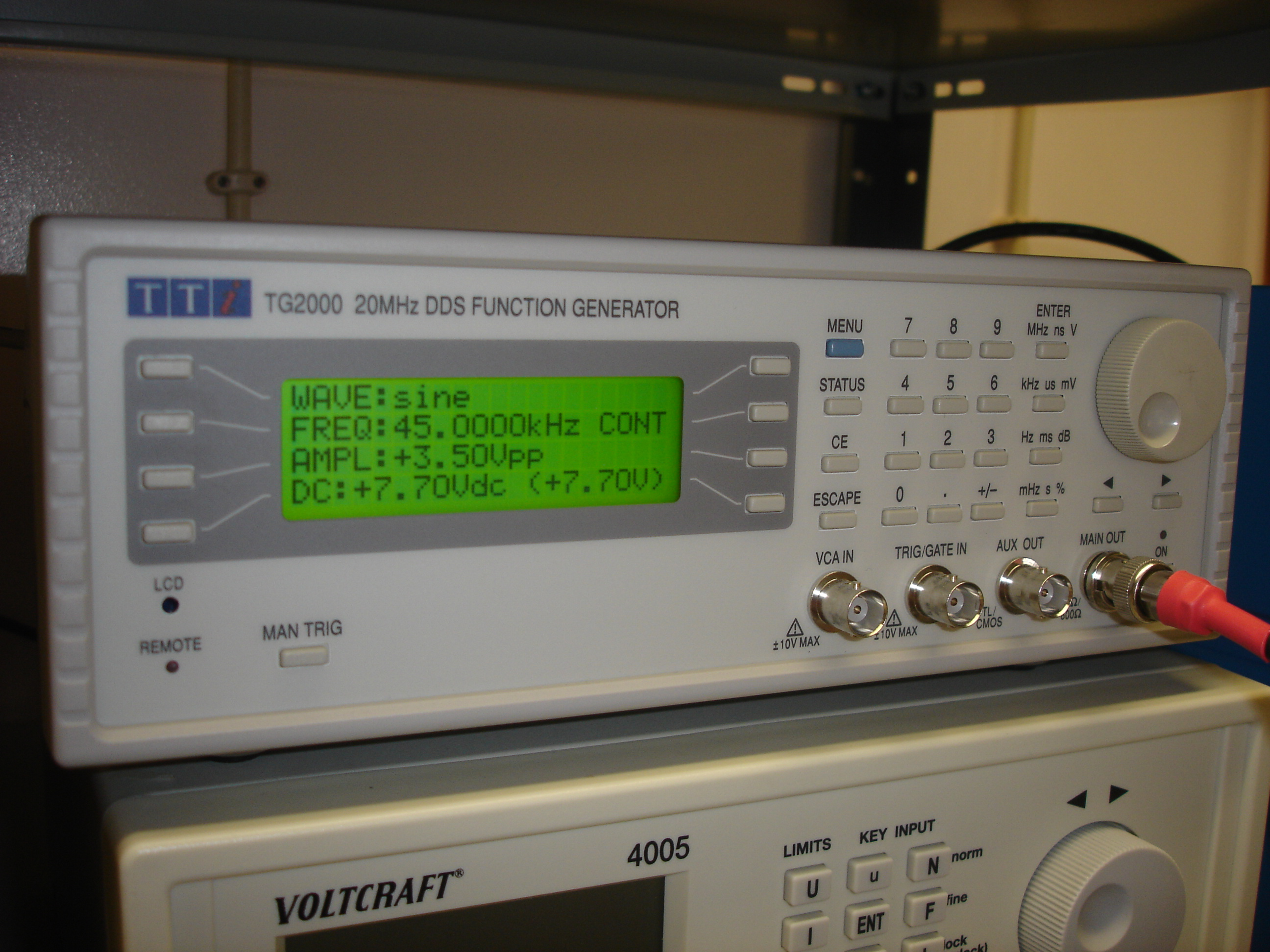
TTi TG2000

Цифровой вычислительный синтезатор (ЦВС), известный еще как схема прямого цифрового синтеза (DDS) — электронный прибор, предназначенный для синтеза сигналов произвольной формы и частоты из единственной опорной частоты, вырабатываемой генератором тактовых импульсов. Характерной особенностью ЦВС является то, что отсчеты синтезируемого сигнала вычисляются цифровыми методами, после чего передаются на цифро-аналоговый преобразователь (ЦАП), где и происходит их преобразование в аналоговую форму (напряжение или ток).
Этим ЦВС отличается от синтезаторов частоты, основанных на иных принципах, например, ФАПЧ.

## Принцип действия
Основными функциональными блоками ЦВС являются: аккумулятор фазы, преобразователь фаза-амплитуда, ЦАП и фильтр нижних частот. Также, ЦВС содержит некоторое количество памяти, служащей для хранения параметров синтезируемого сигнала, таких как частота, фаза, амплитуда форма и др.
В каждом такте опорной частоты аккумулятор фазы (как правило, двоичный счетчик) увеличивает своё значение на величину, записанную в ячейку памяти, число, записанное в которой обычно называют приращение фазы. В результате, значение аккумулятора фазы ступенчато-линейно увеличивается со временем. Затем, вычисленное таким образом в каждом такте значение фазы преобразуется в значение амплитуды. В принципе, данное преобразование может быть произвольным и зависит от приложения. В наиболее распространенном на практике случае, для синтеза гармонических колебаний, вычисляется синус текущего значения фазы. Результат вычисления подается на вход ЦАП, выходной сигнал которого сглаживается от ступенек дискретизации фильтром нижних частот.

## Особенности
Одной из важных особенностей таких устройств является высокая разрешающая способность задания значений воспроизводимых частот и их абсолютная точность (полагая задающий генератор идеальным). Доступны устройства с шагом перестройки менее 0.00001 Гц, при выходных частотах от нуля герц до сотен мегагерц и опорной частоте порядка гигагерца.
Скорость (время) перестройки выходной частоты с одного значения на другое очень высока и стабильна, и определяется, в основном, только длительностью импульсной характеристики аналогового восстанавливающего фильтра на выходе синтезатора; сама же перестройка происходит фактически моментально. Время перестройки не зависит от разности между начальной и конечной частотами. В некоторых синтезаторах такого типа предусмотрен, в том числе, автоматический  линейный инкремент или хоппинг частоты. При этом приращение фазы не постоянно, а изменяется по заданному закону.
Как недостаток можно указать более высокое, по сравнению с решениями на ФАПЧ, энергопотребление из-за большого объёма вычислений, и более высокий уровень негармонических паразитных составляющих в спектре синтезируемого сигнала.

## Практическая реализация
Наглядным примером реализации описанного принципа может служить следующий код на языке C:
```
  
#include
 
<math.h>

  
int
 
next_amp
(
int
 
dph
)

  
{

    
static
 
int
 
phase
=
0
;

    
int
 
amp
;

    
phase
+=
dph
;

    
amp
=
511.5
*
sin
(
2
*
M_PI
*
phase
/
0x100000000L
);

    
return
 
amp
;

  
}

```

Здесь dph — приращение фазы, phase — текущая (мгновенная) фаза, amp — текущая (мгновенная) амплитуда синтезированного гармонического сигнала. Если функция next_amp вызывается с тактовой частотой {\displaystyle F_{c}}, то её возвращаемые значения будут представлять собой выборки синусоидального сигнала с частотой {\displaystyle F_{c}\cdot dph \over 2^{32}} и амплитудой 511.5 (при том, что сами возвращаемые значения - целочисленные). Эта амплитуда соответствует диапазону входных значений 10-разрядного ЦАП.
Здесь также использовано свойство периодичности функции синуса, а именно тот факт, что при переполнении аккумулятора фазы phase, его значение изменяется на 232, а аргумент синуса — на 2π, что не влияет на результат.

## Промышленные изделия
- AD9833
- AD9858
- AD9912
- 1508ПЛ8Т